# クランブル クッキーズ

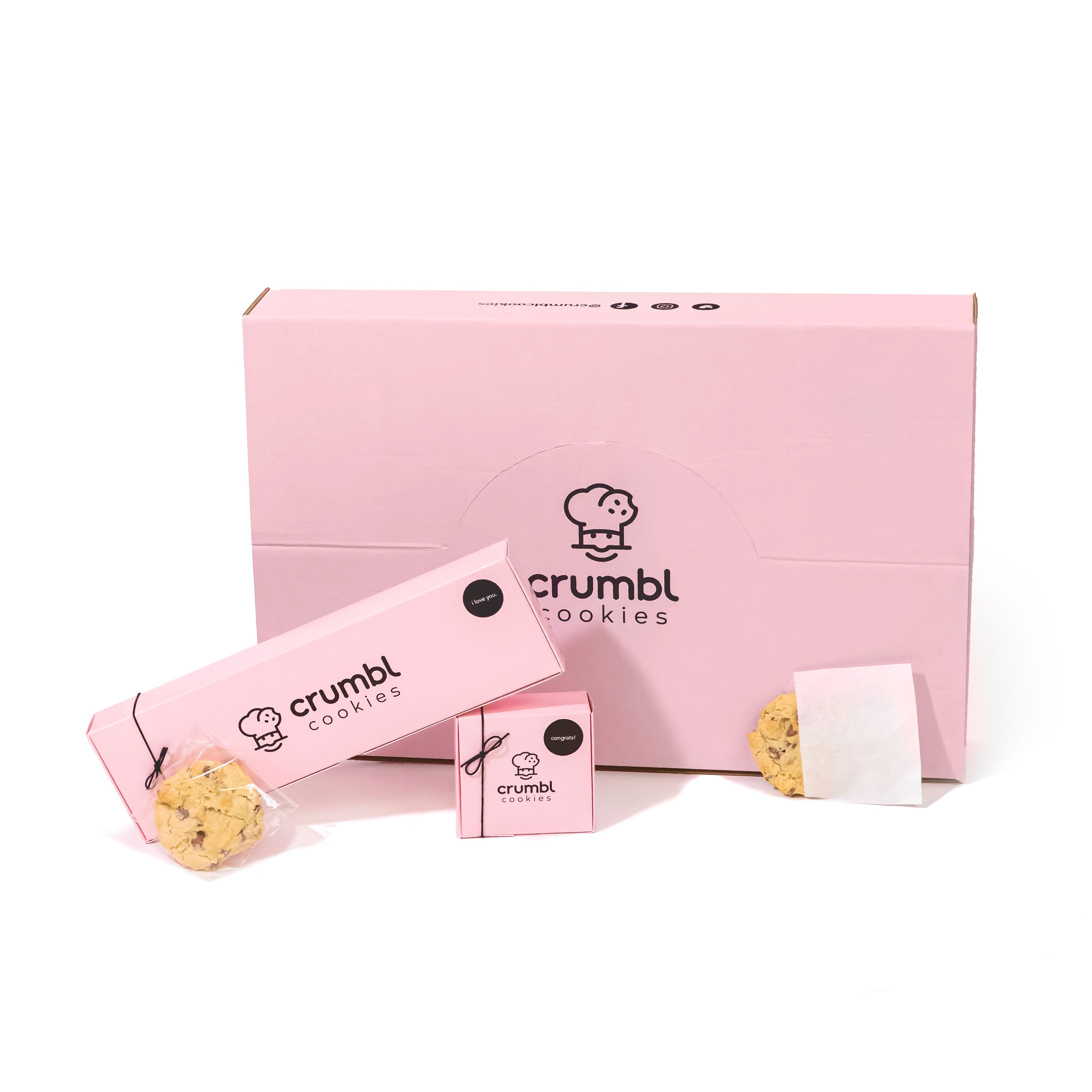
クランブル クッキーズのパッケージ

クランブル・クッキーズ（Crumbl Cookies）は、米国とカナダにフランチャイズチェーン展開するベーカリーで、様々なクッキーを焼き、アイスクリームを提供することに特化している。
ユタ州を拠点とし、2017年に設立された。2023年現在、全米で850店舗以上を展開している。同チェーンはソーシャルメディアでも存在感を示している。

## 歴史と事業
クランブルは、2017年、いとこのソーヤー・ヘムズリーとジェイソン・マクゴーワンによって設立された。ヘムズリーがユタ州ローガンのユタ州立大学に通っていた時にA/Bテストの手法を活用して、最終的なミルクチョコレートチップクッキーのレシピを考案した。
2022年、クランブル社は、同じクッキー会社であるクレイブ・クッキーズ社とダーティー・ドウ社に対してビジネスモデルの類似により困惑が生じることを理由に米国ユタ州地方裁判所に提訴した。

## 評判
2021年8月クランブルはMashed.comよりクッキーの品質についてTikTokのユーザーから好ましくないレビューを集めていると指摘された。記事は、配送によって顧客が受け取るクッキーが広告通りではなく品質が悪いという内容で動画が4本紹介され否定的なレビューが21時間以内に40万以上あがった。
ホノルル（雑誌）のエミリー・スミスはクランブルクッキーを6枚試食し、2022年のレビューにこう記している。「味がぎっしり詰まったとても大きなクッキーで値段はお手頃です。どのクッキーもおいしそうで、見た目も楽しい。砂糖が好きなら、一度はクランブルを試すことをお勧めします。」

## 成長
同社は急速なフランチャイズ化 を経験しており、その要因としてソーシャルメディア上での存在が挙げられる。同社のTikTokでのフォロワー数は2021年2月の6週間で160万人に達し、2022年現在、TikTokとインスタグラムを合わせたフォロワー数は700万人を超えている。
クランブルクッキーはCOVID-19パンデミックの際、2020年8月までに100店舗、2021年7月までに全米149店舗に拡大した。　2021年末には全米で300店舗を超え、2022年7月には45州で400店舗を超えるまでに成長した[1]。2023年にはカナダに進出し、エドモントン とサスカトゥーンの2店舗を展開した。

## 労働基準法違反
2022年12月、アメリカ合衆国労働省は、未成年の労働者46人に児童労働法違反があったとして、全米6州にまたがるクランブルクッキーのフランチャイズ11店舗に罰金を科した。 違反行為には、未成年の従業員に時間を超えるシフトに入れたり、「危険なオーブンや機械」に関わる仕事に就かせたりしたことが含まれる。親会社は謝罪の声明を発表し、「安全で歓迎される職場環境」への責任を公約した。クランブル社は、違反行為に対して合計57,854ドルの罰金を科せられた。

## 備考
カリフォルニア、ミネソタ、ニューハンプシャー、テネシー、ユタ、ワシントンの6州である。